# Aliou Badji
Aliou Badji, född 10 oktober 1997, är en senegalesisk fotbollsspelare som spelar för Bordeaux.

## Karriär
Badji började spela fotboll för senegalesiska Casa Sports. Den 31 januari 2017 värvades Badji av Djurgårdens IF, där han skrev på ett fyraårskontrakt. Badji gjorde allsvensk debut den 3 april 2017 i en 2–0-förlust mot IK Sirius, där han byttes in i den 79:e minuten mot Kerim Mrabti.
Den 6 februari 2019 blev han klar för österrikiska Rapid Wien. Den 16 januari 2020 värvades Badji av Al-Ahly, där han skrev på ett 4,5-årskontrakt. I januari 2021 lånades Badji ut till turkiska Ankaragücü på ett låneavtal över resten av säsongen 2020/2021. I augusti 2021 lånades Badji ut till Ligue 2-laget Amiens och gjorde 13 mål på efter 26 matcher. Lånet löpte säsongen ut och Amiens hade därefter en köpoption i låneavtalet som de utnyttjade.
Den 1 september 2022 lånades Badji ut till Bordeaux på ett säsongslån. I juli 2023 blev han klar för en permanent övergång till Bordeaux och skrev på ett treårskontrakt med klubben.